# Крейсера-скауты типа «Эктив»
Крейсера-скауты типа «Эктив»— серия крейсеров британского Королевского флота, построенная в 1911-1913 гг. XX века. Это третья серия Британских скаутов, которая строилась на Пембрук-Доке (англ.  Pembroke Dockyard). Проект стал развитием крейсеров типа «Блонд». Всего было построено 3 крейсера: «Эктив» (англ.  Active), «Амфион» (англ.  Amphion), «Фирлесс» (англ.  Fearless). Они были последними скаутами Королевского флота. Конструктивно повторяли предыдущие крейсера-скауты, с теми же вооружением из десяти 102-мм пушек, со скоростью 25 узлов, как у родоначальников класса, и незначительно увеличенной площадью броневой защиты. К тому времени как они вошли в строй, их скорость уже была не достаточна для взаимодействия с современными эсминцами. Несмотря на это, все три крейсера начали войну лидерами флотилий эсминцев.

## Конструкция
Они стали последним типом крейсеров-скаутов, построенных для Королевского флота, поскольку оказались слишком медленными, чтобы вести эсминцы в атаку или защищать флот от атак вражеских миноносцев. Тип Active был немного улучшенной версией предыдущих разведчиков типа Blonde, причём главная видимая разница заключалась в том, что изменилась форма форштевня, чтобы улучшить их мореходные качества. Два из трех были заказаны в рамках Военно-морской программы 1910—1911 годов, а последний в следующей военно-морской программе.

### Силовая установка
Силовая установка крейсеров номинальной мощностью 18 000 л. с. состояла из двух комплектов турбин Парсонса с приводом на четыре винта и рассчитывалась на достижение скорости 25 узлов. «Эктивы» оснащались двенадцатью водотрубными паровыми котлами Ярроу. Нормальный запас угля 450 дл. т. Полный запас топлива — 780 (855)дл. т угля и 190(200) дл. т нефти.
Скорость на испытаниях:
- «Эктив» — 25,1 узла при 19,803 л. с.,
- «Фирлесс» — 25,9 узла при 19,489 л. с.[3]

### Бронирование
Несли полную карапасную броневую палубу толщиной в один дюйм. Толщина обшивки борта в районе турбин и котлов увеличена до 19-25 мм.

### Вооружение
Были вооружены 10 × 102-мм орудиями Mk VII(передняя пара орудий была установлена бок о бок на полубаке, шесть находились в средней части судна, по три с каждого борта, а два оставшихся орудия находились на корме в диаметральной плоскости, одно перед другим), орудия стреляли 31-фунтовыми (14 кг) снарядами на дальность до 11 400 ярдов (10 400 м). Крейсера так же были вооружены четырьмя 47-мм пушками Викерса и двумя 18-дюймовыми торпедными аппаратами.

## Служба
- «Эктив» — заложен 27 июля 1910 г., спущен 14 марта 1911 г., в строю с ноября 1911 г.
- «Амфион» — заложен 15 март 1911 г., спущен 4 декабря 1911 г., в строю с марта 1913 г.
- «Фирлесс» — заложен 15 ноября 1911 г., спущен 12 июня 1912 г., в строю с ноября 1913 г.[2]

Крейсера были приписаны к различным эскадрам Первого флота, а затем в середине 1914 года стали лидерами флотилий.
«Амфион» и «Фирлесс» и их флотилии (3-я и 1-я флотилии эсминцев (DF) соответственно) входили в состав Гарвичского ударного отряда.
Во время Первой мировой войны первым британским затонувшим кораблём стал лидер 3-й флотилии крейсер-скаут «Амфион», подорвавшийся 6 августа 1914 года на мине, установленной минным заградителем «Кёнигин Луизе».
«Эктив» и «Фирлесс» участвовали в Ютландском сражении.

## Оценка проекта
Крейсера-скауты типа «Эктив» стоили в среднем 240 000 £, а последние строившиеся крейсера-«тауны» — свыше 356 000 £.
Но ни одни, ни другие не развивали ход 27-29 узлов, необходимый для разведки и лидирования флотилией эсминцев. Поэтому строительство скаутов и «таунов» прекратили и начали строить «супер-скауты» — лёгкие крейсера типа «Аретьюза».
| Сравнительные ТТХ крейсеров закладки 1907 −1910 годов | |                                    |                                         |                                         |                                                     |                                                                  |                                                            |
| Характеристики                                        | «Тикума» | «Адмирал Шпаун»                    | «Блонд»                                 | «Эктив»                                 | «Бристоль»                                          | «Кольберг»                                                       | «Магдебург»                                                |
| Год закладки                                          | 1909 | 1908                               | 1909                                    | 1910                                    | 1909                                                | 1907                                                             | 1910                                                       |
| Год ввода в строй                                     | 1912 | 1910                               | 1910                                    | 1911                                    | 1910                                                | 1909                                                             | 1912                                                       |
| Размерения, м (Д×Ш×О)                                 | 144,8×14,2×5,1 | 130,6×12,8×5,3                     | 123,4×12,6×4,7                          | 123,8×12,6×4,7                          | 138,1×14,31×4,72                                    | 130×14×5,36                                                      | 138,7×13,5×5,1                                             |
| Водоизмещение, т                                      | 5000 | 3500                               | 3404                                    | 3495                                    | 4876                                                | 4362                                                             | 4570                                                       |
| Вооружение                                            | 8 — 15,2-см, 4 — 8-см, ТА 3×1 — 45-см                                                                                  | 7 — 10-см, 1 — 4,7-см              | 10 — 102-мм, 4 — 47-мм, ТА 2×1 — 533-мм | 10 — 102-мм, 4 — 47-мм, ТА 2×1 — 450-мм | 2 — 152-мм, 10 — 102-мм, 4 — 47-мм, ТА 2×1 — 450-мм | 12 — 10,5-см, 4 — 5,2-см, ТА 2×1 — 45-см                         | 12 — 10,5-см, ТА 2×1 — 50-см                               |
| Бронирование, мм                                      | Палуба — 57-38, пояс — 89-50, рубка — 102 (Палуба — 22, борт в районе торпедного отсека — 89, скосы — 57, рубка — 102) | Палуба — 20, пояс — 60, рубка — 50 | Палуба — 38, рубка — 102                | Палуба — 25, рубка — 102                | Палуба — 51 — 19, рубка — 102                       | Палуба — 20 — 40, скосы — 50 — 80, щиты орудий — 50, рубка — 100 | Палуба — 20 — 40, пояс — 60, щиты орудий — 50, рубка — 100 |
| Энергетическая установка, л. с.                       | ПТ, 22 500 | ПТ, 25 130                         | ПТ, 18 000                              | ПТ, 18 000                              | ПТ, 22 000                                          | ПТ, 19 000                                                       | ПТ, 25 000                                                 |
| Дальность плавания, морские мили                      | 10 000 на 10 узлах 5000 на 16 узлах                                                                                    | 4200 на 10 узлах                   |                                         | 4630 на 10 узлах                        | 5070 на 10 узлах                                    | 3500 на 14 узлах                                                 | 5820 на 12 узлах                                           |
| Проектная скорость, узлов                             | 26 |                                    | 24,5                                    | 25                                      | 25                                                  | 25,5                                                             | 27                                                         |
| Максимальная скорость, узлов                          | 26,79 — 27,14 | 27,01                              | 25,3 — 25,67                            | 25,1 — 25,9                             | 26,84                                               | 26,3 — 26,8                                                      | 27,5 — 28,2                                                |